# Gerrit Jannink
Gerrit Jan Arnold Jannink, född 1 december 1904 i Enschede, död 7 mars 1975 i Ross-on-Wye, var en nederländsk landhockeyspelare.
Jannink blev olympisk silvermedaljör i landhockey vid sommarspelen 1928 i Amsterdam.